# Dienstgrade in der Forstwirtschaft der Deutschen Demokratischen Republik

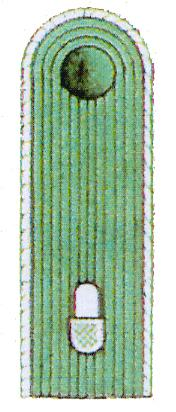
Förster
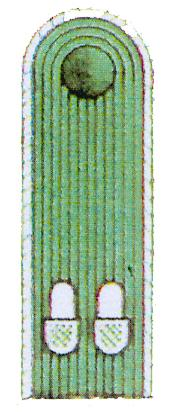
Revierförster
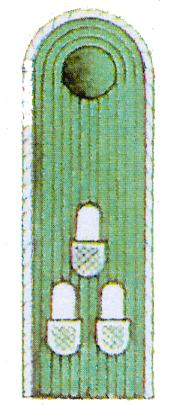
Oberförster
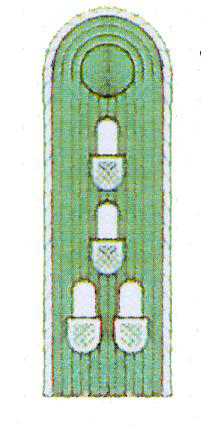
Hauptförster

In der Forstwirtschaft der Deutschen Demokratischen Republik bestand bis 1990 ein hierarchisches Dienstgradsystem. 
Alle Angestellten der Forstwirtschaft, auch die Waldarbeiter, hatten das Recht, eine Forstuniform zu tragen. Das Dienstrangsystem war folgendes:
- Forstlehrling, Forstarbeiter, Forstfacharbeiter und Brigadeleiter (in der Praxis wurden diese Begriffe jedoch nicht als Dienstrang genutzt)
- Forstanwärter der Fachschulen, Forstanwärter der Sektion Forstwirtschaft, Förster (in der Praxis theoretisch für Forstwirtschaftsmeister), Revierförster, Oberförster, Hauptförster (erst in den 1980er Jahren eingeführt), Forstmeister, Oberforstmeister, Landforstmeister, Oberlandforstmeister, Oberstlandforstmeister, Generalforstmeister.

Dienstgradabzeichen Staats- und Militärforstwirtschaft der DDR

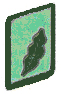
Kragenspiegel Forstarbeiter bis Brigadeleiter
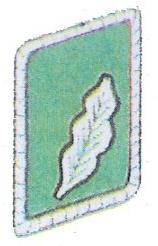
Kragenspiegel Studierende bis Hauptförster
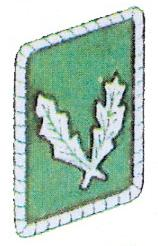
Kragenspiegel Forstmeister bis Landforstmeister
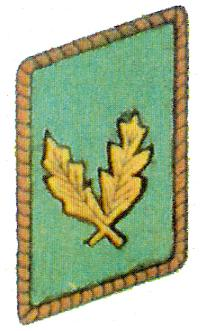
Kragenspiegel Oberlandforstmeister bis Generalforstmeister

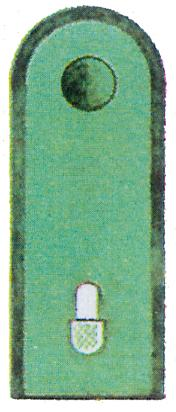
Forstarbeiter
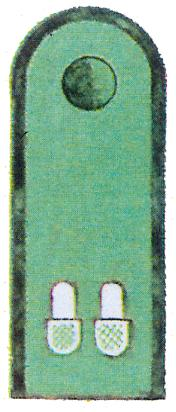
Forstfacharbeiter
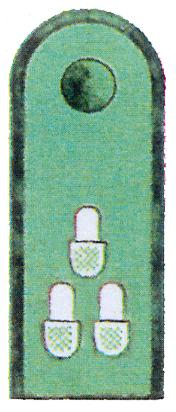
Brigadeleiter

- Förster
- Revierförster
- Oberförster
- Hauptförster

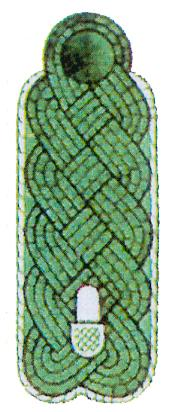
Forstmeister
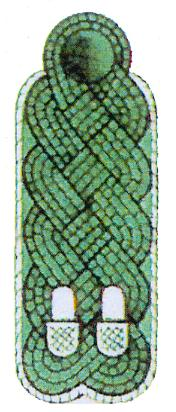
Oberforstmeister
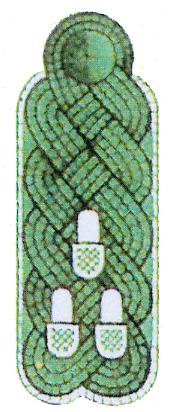
Landforstmeister
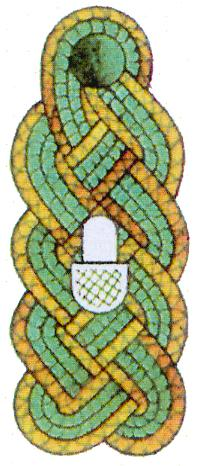
Oberlandforstmeister
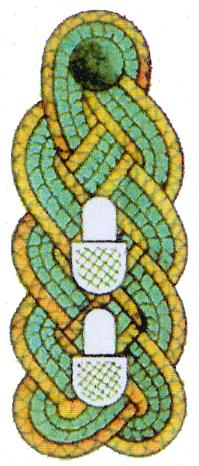
Oberstlandforstmeister
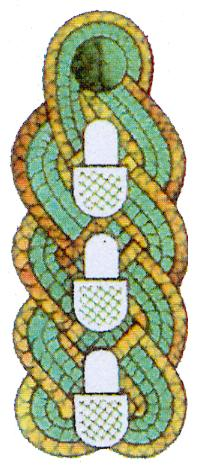
Generalforstmeister

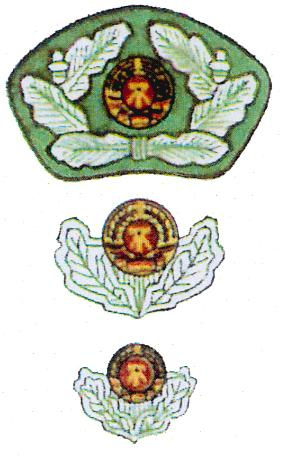
Embleme für Schirmmützen, Tschapka, Hüte und Mützen (Forstarbeiter bis Landforstmeister)
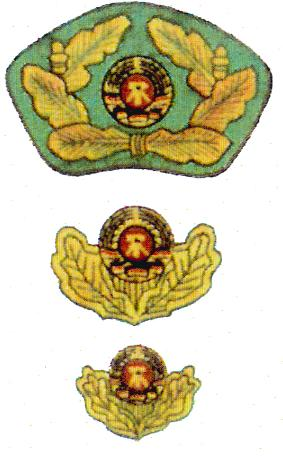
Embleme für Schirmmützen, Tschapka, Hüte und Mützen (Oberlandforstmeister bis Generalforstmeister)